# 井端珠里
井端 珠里（いはた じゅり、1987年9月9日 - ）は、日本の女優（元子役）、声優である。東京都出身。コムレイド所属。

## 来歴
3人きょうだいの末っ子で姉と兄がいる。キッズモデルとして活動したのち、1998年にドラマ『眠れる森』でヒロイン・大庭実那子（中山美穂）の少女時代役で子役デビューした。
スターダストプロモーションを経て、2010年6月1日よりRUFに所属。2013年5月23日からは、ジャングルに所属。
2013年9月に、劇団ラズカルズ所属の手塚けだまと共に演劇ユニット「めだまちゃんとクチビルちゃん」を結成。
2016年6月30日にジャングルを退社。同年10月よりコムレイド所属。
2017年12月に、かねてから交際していた男性と入籍したことを発表した。2021年現在は日本での芸能活動を休業し、シンガポールに移住。2児の母となっている。

## 出演

### テレビドラマ
- 眠れる森（1998年、フジテレビ系） - 大庭実那子（子供時代） 役
- プリズンホテル（1999年、テレビ朝日系） - 田村美加 役
- ブラック・ジャック カルテII（2000年8月26日、TBS系） - 高野綾子（少女時代） 役
- エスパー魔美（2002年、NHK） - 相原幸子 役
- 天才てれびくんワイド内 ドラムカンナの冒険（2002年9月9日、NHK） - 望月カンナ 役
- 野ブタ。をプロデュース（2005年、日本テレビ系）
- セーラー服と機関銃（2006年、TBS系） - 常盤和子 役
- 獣拳戦隊ゲキレンジャー（2007年、テレビ朝日系） - 久津幸子 役
- SP 警視庁警備部警護課第四係 第1話（2007年、フジテレビ系）- お見合い相手の女性 役
- 絶対彼氏 〜完全無欠の恋人ロボット〜（2008年、フジテレビ系）
- 音女（2008年、テレビ朝日系）
- 仮面ライダーディケイド（2009年6月14日、テレビ朝日系） - 千夏 役
- おやじの背中 第五話「ドブコ」（2014年8月10日、TBS系） - 花嫁 役
- REPLAY & DESTROY 第7話（2015年6月9日、TBS系） - 車いすの女性 役
- 100万円の女たち（2017年、テレビ東京系） - 三浦菜穂 役[4]
- 世にも奇妙な物語
'17秋の特別編 「夜の声」（2017年10月14日、フジテレビ） - 秘書 役
- 日曜ワイド電卓刑事 （2017年12月17日、テレビ朝日） - 富矢直子 役
- 相棒season17（2018年12月12日） ‐ 白石かなえ 役

### 映画
- 溺れる魚（2001年2月3日） - 嶋田の娘 役
- 17歳の風景（2005年7月30日）
- 踊る大捜査線 THE MOVIE3 ヤツらを解放せよ!（2010年7月3日） - 湾岸署交通課 上原 役
- 明日泣く（2011年11月19日） - みずゑ 役
- 笹塚ボウル Episode2『ササボバーガー編』（2014年5月）
- 紙の月（2014年11月15日） - 梅澤梨花の同僚の銀行員 役
- グッド・ストライプス（2015年5月30日） - 祥子 役
- ローリング（2015年6月13日） - 朋美 役
- 断食芸人（2016年2月27日） - 若い女 役[5]
- あやしい彼女（2016年4月1日）
- 走れ、絶望に追いつかれない速さで（2016年6月4日）
- Anniversary アニバーサリー（2016年10月22日）
- 日活ロマンポルノ・リブート・プロジェクト「牝猫たち」（2017年1月14日、白石和彌監督）- 雅子 役[6][7]
- 止められるか、俺たちを（2018年10月13日）

### テレビアニメ
- ナジカ電撃作戦（2001年、千葉テレビ） - リラ 役[8]
- 爆闘宣言ダイガンダー（2002年、テレビ東京系） - 星ハルカ 役[9]
- D・N・ANGEL（2003年、テレビ東京系） - 西沢美咲 役
- GAD GUARD（2003年、フジテレビ） - サユリ 役
- ケロロ軍曹（2004年、テレビ東京系） - すもも 役[10]
- かいけつゾロリ（2004年、テレビ朝日系） - ミャン王女 役
- まじめにふまじめ かいけつゾロリ（2006年、テレビ朝日系） - ミャン王女 役
- シュガシュガルーン（2005年、テレビ東京系） - バニラ＝ミュー　役

### OVA
- エイリアン9（2001年） - 大谷ゆり 役

### CM
- カルピス カルピスキッズ（1994年）
- 日本マクドナルド ハッピーセット（1995年）
- グリコ協同乳業 プッチンプリン（1997年）
- アース製薬 サラテクト（1997年）
- 小林製薬 びふナイトBB錠（2003年）
- 保険見直し本舗 「ボートにて」篇（2014年）
- ジョンソン・エンド・ジョンソン 薬用リステリン トータルケア・トータルケア ゼロ 「コーラス」篇（2014年）
- 東京ガス「頑張る人にいいエネルギーを・くちぐせ」篇（2015年）
- アルコン デイリーズトータルワン[11]「生感覚レンズ」 篇（2018年）、「時代遅れ」篇（2019年）、「生感覚の歌」編（2020年）

### 舞台
- 「Kiss Me You〜がんばったシンプー達へ〜」（2002年9月、六行会ホール）
- 「Kiss Me You〜がんばったシンプー達へ〜」（2003年6月、東京芸術劇場小ホール1）
- 女優☆座「思惑ホテル」（2006年3月10日-12日、お台場スタジオドリームメーカー）
- 女優☆座「お台場の母」（2006年8月24日-27日、お台場スタジオドリームメーカー）
- Something Sweet（2007年6月17日-7月3日、PARCO劇場／7月7日、シアター・ドラマシティ／7月11日、倉敷市芸文館／7月16日、愛知厚生年金会館）
- FABRICA[12.0.1]（2007年10月4日-14日、THEATER/TOPS）
- Juliet（2007年12月6日-10日／12月13日-17日、Air studio）
- 東京（2008年3月13日-23日、赤坂RED/THEATER）
- オサエロ（2008年5月16日-18日、全労済ホールスペース・ゼロ）
- Juliet（再演）（2008年5月29日-6月2日、Air studio）
- ラブリーベイベー（2011年10月28日-11月13日、東京グローブ座／11月17日-20日、シアター・ドラマシティ）
- ストレンジ・フルーツ（2013年5月3日-5月26日、東京グローブ座／5月28日-6月2日、シアター・ドラマシティ） - 美晴 役
- ぬるい毒（2013年9月13日-26日、紀伊國屋ホール）
- 江古田のガールズ「解散」（2014年8月6日-7日、本多劇場）
- めだまちゃんとクチビルちゃん「いち」（2014年10月4日-7日、koenji HACO）
- 江古田のガールズ「春、さようならは言わない。」（2015年2月18日-22日、下北沢「劇」小劇場）- 桐嶋薫 役
- 劇団めばち娘「ツチノコの嫁入り」（2015年9月17日-27日、CBGKシブゲキ!!）
- ジェットラグプロデュース「罠」（2016年1月8日-11日、紀伊国屋ホール）
- SOLID STARプロデュースVol.7「明るいお葬式」（2016年6月15日-6月19日、俳優座劇場）- 戸田町子 役
- サンボン「口々」（2017年2月8日-12日、サンモールスタジオ）[12][13]

### PV
- Theラブ人間『これはもう青春じゃないか』
- Halloween Pajama PV1
- Halloween Pajama PV2

## ディスコグラフィ
- ポケットにファンタジー（1998年） 小林幸子と共同・『さち&じゅり』名義[14][15]
『ポケットモンスター』エンディング曲。シングル『とりかえっこプリーズ』などに収録。
- 風といっしょに（1998年、ピカチュウレコード・コロムビア） - 『ポケモンキッズ』の一員として参加。
『劇場版ポケットモンスター ミュウツーの逆襲』主題歌。
- ハッピー・シチュー・タイム（1999年）
『スージーちゃんとマービー』オープニング曲。
- ふしぎなハム太郎（2000年）『いはた じゅり』名義
シングル「とっとこハム太郎」（2000年）、『とっとこハム太郎 ベストソングコレクション』などに収録。
- エイリアン9 椿組ゆり盤（2001年）
『エイリアン9』キャラクターCDに収録。
- ばぶるばす/思い出さないで（2002年、avex trax）
ばぶるばす：みんなのうたで使用され、後に「みんなのうた」音楽集にも収録されている。
- ケロッ!とマーチ（2004年） 角田信朗と共同・『いはた じゅり』名義。[16]
『ケロロ軍曹』初代オープニング曲
- 恋するシューティング☆スター（2004年）『すもも（いはたじゅり）名義』。
『ケロロ軍曹』挿入歌。井端が声優を務めるすももの持ち歌という設定。